# Il Genio
Il Genio ist eine Popband aus Italien. Sie setzt sich aus Alessandra Contini (Gesang, Bass) und Gianluca De Rubertis (Gesang, Gitarre) zusammen.

## Geschichte
Beide Bandmitglieder stammen ursprünglich aus Lecce, wohnen aber seit geraumer Zeit in der norditalienischen Metropole Mailand. Anfangs traten Alessandra Contini und Gianluca De Rubertis, die schon seit jungen Jahren miteinander befreundet waren, bei privaten Festen auf um schließlich 2008 mit dem Stück Pop Porno ihren musikalischen Durchbruch zu erlangen. Das Lied wurde erstmals von dem Radiosender Radio Deejay gespielt.
Das im Stil der 1960er Jahre gehaltene Pop Porno, mit seinen Komponenten des Shibuya-kei und Easy Listenings, verhalf dem Duo nicht zuletzt wegen seines boshaften Textes zu großer Bekanntheit in Italien.
2008 wurde auch das erste Album Il Genio des Duos veröffentlicht. Zunächst erschien es bei Disastro Records, kurze Zeit später bei Universal. Die Texte sind größtenteils italienisch mit einigen französischen Ausnahmen.

## Diskografie

### Singles
| Jahr | Titel           | FIMI (IT) |
| ---- | --------------- | --------- |
| 2008 | Pop Porno       | 16        |
| 2009 | Non è Possibile | -         |

### Alben
| Jahr | Titel    | FIMI (IT) |
| ---- | -------- | --------- |
| 2008 | Il Genio | 53        |